# Bertin Ebwellé
Bertin Ndingue Ebwellé (ur. 11 września 1962 w Jaunde) – kameruński piłkarz, grał na pozycji obrońcy.

## Życiorys
Ma na swoim koncie grę we wszystkich pięciu meczach Mistrzostw Świata w 1990 roku, podczas których był zawodnikiem Tonnerre Yaoundé. Reprezentacja Kamerunu odpadła dopiero w ćwierćfinale z Anglią, po emocjonującym meczu, który zakończył się wynikiem 2:3, dopiero po dogrywce. Zaliczył asystę przy golu Rogera Milli podczas meczu z Rumunią. Ma za sobą udział w Pucharze Narodów Afryki w 1992 roku, gdzie zdobył z reprezentacją Kamerunu 4. miejsce, w meczu o brąz przegrywając 2:1 z Nigerią. Dostąpił zaszczytu gry w jedenastce legend afrykańskiej piłki w meczu organizowanym przeciwko legendom europejskiej piłki. Trenerem drużyny z Czarnego Lądu był Jomo Sono, a Europejczyków prowadził Johan Neeskens. W 2002 roku 41 letni Ebwellé był zawodnikiem Persisam Putra Samarinda, klubu z Indonezji. Strzelił bramkę w barwach tego klubu 7 marca, w meczu z Persitą. Trafił w 62 minucie, był to gol wyrównujący, a mecz zakończył się remisem. Obecnie jest asystentem Ekeha, trenera kadry „Nieposkromionych Lwów” do lat 17, a przed tym trenował kameruński klub Tonnerre Jaunde.